# Pyrausta morelensis
Pyrausta morelensis is een vlinder van de familie van de grasmotten (Crambidae). De wetenschappelijke naam van deze soort is voor het eerst voorgesteld door Lopez en Carlos Rommel Beutelspacher in een publicatie uit 1986.
De soort komt voor in Mexico.